# Amphoe Lahan Sai
Amphoe Lahan Sai (Thai: อำเภอ ละหานทราย) ist ein Landkreis (Amphoe – Verwaltungs-Distrikt) im südlichen Teil der Provinz Buri Ram. Die Provinz Buri Ram liegt in der Nordostregion von Thailand, dem so genannten Isan. 

## Geographie
Benachbarte Distrikte (von Südwesten im Uhrzeigersinn): Amphoe Ta Phraya in der Provinz Sa Kaeo sowie die Amphoe Non Din Daeng, Pakham, Nang Rong, Chaloem Phra Kiat, Prakhon Chai und Ban Kruat der Provinz Buri Ram. Im Südosten grenzt Lahan Sai an die Provinz Oddar Meanchey von Kambodscha.

## Geschichte
Das Gebiet des heutigen Lahan Sai war ursprünglich ein Teil des Amphoe Nang Rong, es war eine fruchtbare Gegend und von dichtem Wald bestanden. Darum ließen sich Siedler aus den Nachbardistrikten hier nieder. Als die Siedlung größer wurde, richtete die Regierung am 1. Januar 1961 einen „Zweigkreis“ (King Amphoe) ein. 
Der neue Bezirk bestand seinerzeit aus den Tambon Lahan Sai und Pakham. Am 17. Juli 1963 wurde er zum Amphoe heraufgestuft.

## Verwaltung

### Provinzverwaltung
Der Landkreis Lahan Sai ist in sechs Tambon („Unterbezirke“ oder „Gemeinden“) eingeteilt, die sich weiter in 84 Muban („Dörfer“) unterteilen.
| Nr.  | Name          | Thai       | Muban | Einw.  |
| ---- | ------------- | ---------- | ----- | ------ |
| 01.  | Lahan Sai     | ละหานทราย  | 12    | 12.675 |
| 03.  | Ta Chong      | ตาจง       | 22    | 16.130 |
| 04.  | Samrong Mai   | สำโรงใหม่   | 14    | 12.360 |
| 07.  | Nong Waeng    | หนองแวง    | 13    | 16.255 |
| 010. | Nong Takhrong | หนองตะครอง | 12    | 08.131 |
| 011. | Khok Wan      | โคกว่าน     | 11    | 07.193 |

### Lokalverwaltung
Es gibt fünf Kommunen mit „Kleinstadt“-Status (Thesaban Tambon) im Landkreis:
- Nong Takhrong (Thai: เทศบาลตำบลหนองตะครอง) besteht aus dem ganzen Tambon Nong Takhrong.
- Lahan Sai (Thai: เทศบาลตำบลละหานทราย) besteht aus Teilen des Tambon Lahan Sai.
- Ta Chong (Thai: เทศบาลตำบลตาจง) besteht aus dem ganzen Tambon Ta Chong.
- Nong Waeng (Thai: เทศบาลตำบลหนองแวง) besteht aus dem ganzen Tambon Nong Waeng.
- Samrong Mai (Thai: เทศบาลตำบลสำโรงใหม่) besteht aus dem ganzen Tambon Samrong Mai.

Die übrigen Teile des Tambon Lahan Sai, die nicht zur Stadt gehören,  und der gesamte Tambon Khok Wan werden jeweils von einer „Tambon-Verwaltungsorganisation“ (องค์การบริหารส่วนตำบล – Tambon Administrative Organization, TAO) verwaltet.